# Franz-Josef Overbeck
Franz-Josef Overbeck (Marl, Renania del Norte-Westfalia, 19 de junio de 1964) es un obispo católico alemán. Desde 2011 se desempeña como obispo del ordinariato militar de Alemania.

## Estudios
Overbeck estudió teología y filosofía en la Universidad de Münster y en el Collegium Germanicum et Hungaricum de Roma.
El 27 de abril de 2019 fue confirmado como miembro del Pontificio Consejo de la Cultura ad aliud quinquennium.
El 18 de febrero de 2023 fue nombrado miembro del Dicasterio para la Cultura y la Educación.

## Controversias
En octubre de 2019, Overbeck afirmó que se debería permitir la ordenación de mujeres en el sacerdocio.
En diciembre de 2019, Overbeck dijo que debería haber excepciones al celibato clerical en la Iglesia.

## Obras
- Einstehen für unsere Demokratie (Defender nuestra democracia) (2018)
- Freude und Hoffnung (Alegría y esperanza) (2017)